# Cochrane (Wisconsin)
Cochrane és una població dels Estats Units a l'estat de Wisconsin. Segons el cens del 2000 tenia 435 habitants.

## Demografia
Segons el cens del 2000, Cochrane tenia 435 habitants, 188 habitatges, i 128 famílies. La densitat de població era de 233,3 habitants per km².
Dels 188 habitatges en un 29,3% hi vivien nens de menys de 18 anys, en un 54,3% hi vivien parelles casades, en un 8,5% dones solteres, i en un 31,9% no eren unitats familiars. En el 28,7% dels habitatges hi vivien persones soles el 16% de les quals corresponia a persones de 65 anys o més que vivien soles. El nombre mitjà de persones vivint en cada habitatge era de 2,27 i el nombre mitjà de persones que vivien en cada família era de 2,73.
Per edats la població es repartia de la següent manera: un 22,1% tenia menys de 18 anys, un 4,1% entre 18 i 24, un 29,7% entre 25 i 44, un 19,5% de 45 a 60 i un 24,6% 65 anys o més.
L'edat mediana era de 42 anys. Per cada 100 dones de 18 o més anys hi havia 96 homes.
La renda mediana per habitatge era de 37.019 $ i la renda mediana per família de 40.375 $. Els homes tenien una renda mediana de 26.042 $ mentre que les dones 21.500 $. La renda per capita de la població era de 18.309 $. Aproximadament el 2,8% de les famílies i el 6,3% de la població estaven per davall del llindar de pobresa.

## Poblacions més properes
El següent diagrama mostra les poblacions més properes.